# Matías Soulé
Matías Soulé, né le 15 avril 2003 à Mar del Plata en Argentine, est un footballeur international argentin, qui évolue au poste d'ailier droit à l'AS Rome.

## Biographie

### En club

#### Jeunesse et formation
Né à Mar del Plata en Argentine, Matías Soulé commence le football avec le club local de Kimberley avant de rejoindre à l'âge de douze ans le Vélez Sarsfield, où il poursuit sa formation.

#### Juventus
Soulé rejoint la Juventus en janvier 2020. Il fait ses débuts avec l'équipe réserve du club, jouant son premier match le 22 août 2021 face au Pro Sesto 1913 (victoire de la Juventus 2-3 après prolongations,. Le 24 septembre 2021, Matías Soulé prolonge son contrat avec la Juventus jusqu'en juin 2026.
Le 30 novembre 2021, Soulé fait sa première apparition en équipe première, lors d'une rencontre de Serie A contre la Salernitana. Il entre en jeu à la place de Dejan Kulusevski et son équipe l'emporte par deux buts à zéro,.
Il fait sa première apparition en Ligue des champions le 11 octobre 2022 contre le Maccabi Haïfa.
Soulé inscrit son premier but en professionnel le 12 mars 2023, lors d'une rencontre de Serie A face à la Sampdoria de Gênes. Entré en jeu, il participe à la victoire de son équipe par quatre buts à deux.

#### Prêt à Frosinone
Le 29 août 2023, Matías Soulé est prêté pour une saison au Frosinone Calcio, tout juste promu en première division.
Soulé se fait remarquer le 29 octobre 2023 en réalisant un doublé contre le Cagliari Calcio, en championnat. Titulaire, il ne peut toutefois pas empêcher la défaite de son équipe par quatre buts à trois.

#### AS Rome
Le 30 juillet 2024, Matías Soulé rejoint l'AS Rome. Il signe un contrat de cinq ans, soit jusqu'en juin 2029.

### En sélection
Matías Soulé représente l'équipe d'Argentine des moins de 20 ans, jouant son premier match le 26 mars 2022 face aux États-Unis (2-2 score final). Il dispute également le tournoi de Toulon 2022.
En novembre 2021, Matías Soulé est convoqué pour la première fois avec l'équipe nationale d'Argentine et constitue l'une des surprises de la liste du sélectionneur Lionel Scaloni.
En mars 2024, il est convoqué en équipe d'Argentine olympique par Javier Mascherano, qui est également son sélectionneur chez les moins de 20 ans, pour disputer deux matchs amicaux face au Mexique. Lors de son premier match, le 22 mars 2024, il inscrit un but spectaculaire lors de la victoire 4-2.

## Statistiques
| Saison                | Club                    | Championnat           | Championnat | Championnat | Championnat | Coupe(s) nationale(s) | Coupe(s) nationale(s) | Coupe(s) nationale(s) | Compétition(s) continentale(s) | Compétition(s) continentale(s) | Compétition(s) continentale(s) | Compétition(s) continentale(s) | Total | Total | Total |
| Saison                | Club                    | Division              | M.          | B.          | P.d.        | M.                    | B.                    | P.d.                  | Comp.                          | M.                             | B.                             | P.d.                           | M.    | B.    | P.d.  |
| 2021-2022             | Juventus FC             | Serie A               | 2           | 0           | 0           | -                     | -                     | -                     | C1                             | -                              | -                              | -                              | 2     | 0     | 0     |
| 2022-2023             | Juventus FC             | Serie A               | 13          | 1           | 0           | 1                     | 0                     | 0                     | C1+C3                          | 3+2                            | 0+0                            | 0                              | 19    | 1     | 0     |
| Sous-total            | Sous-total              | Sous-total            | 15          | 1           | 0           | 1                     | 0                     | 0                     | -                              | 5                              | 0                              | 0                              | 21    | 1     | 0     |
| 2023-2024             | Frosinone Calcio (prêt) | Serie A               | 36          | 11          | 3           | 3                     | 0                     | 0                     | -                              | -                              | -                              | -                              | 39    | 11    | 3     |
| 2024-2025             | AS Rome                 | Serie A               | 27          | 5           | 4           | 1                     | 0                     | 0                     | C3                             | 11                             | 0                              | 1                              | 39    | 5     | 5     |
| Total sur la carrière | Total sur la carrière   | Total sur la carrière | 78          | 17          | 7           | 5                     | 0                     | 0                     | -                              | 16                             | 0                              | 1                              | 99    | 17    | 8     |